# Тамбурин
Тамбурин (фр.  tambourin) — старинный музыкальный барабан цилиндрической формы, а также танец в двудольном размере и музыка к нему.
Тамбурин был известен на юге Франции около XVIII века. Обычно один и тот же исполнитель играл на флейте (похожей на флажолет) и аккомпанировал себе на тамбурине.
Шарль-Мари Видор утверждал, что тамбурин «отличается от обыкновенного барабана сильно вытянутой внешностью и отсутствием резкого звука». Жозэф Баггэрс добавляет, что тамбурин не только длиннее и уже обыкновенного барабана, но, в противоположность ему, имеет струны, натянутые поверх кожи, что и придаёт инструменту свойственную ему «несколько гнусавую глуховатость». Напротив, французский военный дирижёр XVIII века М.-А. Суайе осторожнее. Он просто объединяет эти положения и утверждает, что тамбурин обладает «очень длинным кузовом и часто бывает без струн — sans timbre».

## История
Тамбурин появился приблизительно в XI веке в Провансе во Франции, отсюда его второе назв. — провансальский барабан, по-французски — tambour de Provence или tambourin provençal, по-итальянски — tamburo di Provenza, по-испански — tamboril, по-немецки — provenzalische Trommel, Tabor. Инструмент сохранился по сей день и используется в народной музыкальной практике Южной Франции. В литературных произведениях XI века встречаются упоминания о музыкантах, одновременно играющие на тамбурине и маленькой одноручной флейте галубе (galoubet), по-немецки Einhandflöte.
Тамбурин имеет высокий корпус небольшого диаметра в форме вытянутого цилиндра высотой 60-70 см при маленьком диаметре кожаных мембран 30-36 см.
Инструмент бывает двух разновидностей — без струн, звук у такого неопределенной высоты. Тамбурин со звуком определённой высоты имеет струны, которые проходят поверх мембраны и настроены в квинту. Изменяя натяжение струн, музыкант меняет высоту звука такого тамбурина.
Обладая глухим тембром, благодаря удлинённому корпусу инструмента «кбдлу», тамбурин используется композиторами для придания звучанию специфического оттенка. Тамбурин без струн включён в фарандолу 2-й сюиты из музыки Ж. Бизе к драме «Арлезианка», в IX части симфонии «Турангалила» О. Мессиана.
Также существует так называемый оркестровый тамбурин, по-немецки Tamburin, по-итальянски tamburo basco — баскский тамбурин. Это круглый бубен со звенящими металлическими дисками в прорезях обечайки. Применяется в симфоническом оркестре.
Похожее на звучание тамбурина используется в вокальной и инструментальной музыке, например «Китайский тамбурин» для скрипки и фортепиано Ф. Крейслера, а также «Я слышу тамбурина звон» для смешанного хора a cappella К. Дебюсси.

## В танце
В классическом балете тамбурином называется маленький бубен с бубенчиками, обычно украшенный ленточками, используемый танцовщиками в различных характерных танцах — чаще всего итальянских (тарантелла, Неаполитанский танец из балета «Лебединое озеро»), а также цыганских (в балете «Эсмеральда») и крестьянских (в балете «Жизель»).